# Провулок Салтикова-Щедріна (Київ)
Провулок Салтикова-Щедріна — зниклий провулок, що існував в Печерському районі міста Києва, місцевість Бусове поле. Пролягав від вулиці Салтикова-Щедріна до Долиногірської вулиці.

## Історія
Провулок виник наприкінці 50-х років ХХ століття під назвою Нова вулиця, назву провулок Салтикова-Щедріна набув 1958 року. 
Ліквідований 1971 року у зв'язку із переплануванням.